# Verkh-Irmen
 (février 2024).
Verkh-Irmen (en russe : Верх-Ирмень) est un village de Russie situé dans l'oblast de Novossibirsk.

## Géographie
Verkh-Irmen se trouve au bord de la Irmen au sud-ouest de l'oblast de Novossibirsk. 

## Histoire
La localité est connue depuis 1775. 

## Population
Recensements (*) et estimations de la population,,: 
|       | \| 2002* \| 2010* \| \| ----- \| ----- \| \| 3 112 \| 3 123 \| |
| 2002* | 2010*                                                          |
| 3 112 | 3 123                                                          |